# Skägglavar
Skägglavar, Usnea, är ett släkte av hänglavar. Släktet ingår i familjen Parmeliaceae.
Den i Sverige vanligast förekommande arten av släktet heter skägglav, Usnea dasypoga. Den i Sverige mest hotade arten av släktet är (om man undantar knölig skägglav, U. ceratina, som ej setts sedan 1874) dvärgskägglav, U. glabrata, som bara är känd från en lokal i Uppland, där den ej återfunnits (obekräftade uppgifter finns från Värmland och Södermanland). Grenskägglav, U. cylindrica, är akut hotad. Den i Sverige sårbara arten långskägg, U. longissima, kan bli uppåt tio meter lång (är dock vanligen under en meter).
Skägglavar är känsliga för luftföroreningar och fungerar därför som indikatorarter.

## Taxonomi
Arter enligt Catalogue of Life:
- Usnea acromelana
- Usnea alboverrucata
- Usnea amblyoclada
- Usnea ammannii
- Usnea angulata
- Usnea arizonica
- Usnea articulata
- Usnea bismolliuscula
- Usnea cavernosa
- Usnea ceratina
- Usnea chaetophora
- Usnea cirrosa
- Usnea cornuta
- Usnea cristatula
- Usnea dasaea
- Usnea diplotypus
- Usnea effusa
- Usnea eizanensis
- Usnea elata
- Usnea elixii
- Usnea esperantiana
- Usnea filipendula
- Usnea firma
- Usnea flammea
- Usnea florida
- Usnea fragilescens
- Usnea fulvoreagens
- Usnea glabrata
- Usnea glabrescens
- Usnea halei
- Usnea himantodes
- Usnea hirta
- Usnea inermis
- Usnea intermedia
- Usnea jamaicensis
- Usnea lapponica
- Usnea longissima
- Usnea maculata
- Usnea malmei
- Usnea mekista
- Usnea merrillii
- Usnea mexicana
- Usnea misaminensis
- Usnea mutabilis
- Usnea nashii
- Usnea nidifica
- Usnea nidulans
- Usnea nidulifera
- Usnea oncodeoides
- Usnea oncodes
- Usnea pacificana
- Usnea papillata
- Usnea perplexans
- Usnea punctulata
- Usnea pycnoclada
- Usnea ramillosa
- Usnea ramulosissima
- Usnea rigida
- Usnea roseola
- Usnea rubicunda
- Usnea sanctaeritae
- Usnea scabrata
- Usnea strigosa
- Usnea subalpina
- Usnea subcapillaris
- Usnea subeciliata
- Usnea subfloridana
- Usnea subscabrosa
- Usnea substerilis
- Usnea torulosa
- Usnea transitoria
- Usnea trichodeoides
- Usnea vitrea
- Usnea wasmuthii
- Usnea xanthopoga
- Usnea cedrosiana
- Usnea horrida
- Usnea parvula
- Usnea praetervisa